# Nomus (cònsol 445)
Nomus (fl . 443–450 dC) va ser un polític i ambaixador de l'Imperi Romà d'Orient.

## Biografia
Nomus va ser magister officiorum del 443 al 446, i va exercir com a cònsol l'any 445, amb l'emperador d'Occident Valentinià III com a col·lega.
El 12 de desembre del 443, Nomus va rebre l'ordre de reforçar la defensa del limes del Danubi, afectat recentment pels atacs dels huns d'Àtila. Va fer reconstruir els forts i les guarnicions frontereres van tornar a tenir la seva força nominal. Aquest esforç, que va durar tot l'any 444, va ser tan exitós, que va ser nomenat cònsol per a l'any següent a títol de recompensa. Tanmateix, quan Àtila va reprendre les seves incursions el 447, ho va fer a través de les províncies d'Escítia Menor i Mèsia Inferior, vorejant les fortificacions construïdes per Nomus a l'est.
El 448, Nomus va ser elevat al rang de patrici.
L'atac hun del 447 va acabar amb una pau el 448. Però el 450 Àtila va tornar a atacar l'Imperi Romà. En resposta a una oferta de negociacions, Àtila, va dir que només tractaria amb ambaixadors de rang consular, i va esmentar els noms de Nomus, Senator i Anatolius. Nomus (escollit com a lleial partidari del poderós eunuc Crisafi) i els seus companys van anar a trobar Àtila, que els va tractar malament al principi, però més tard va sucumbir a les seves arts oratòries i als regals que havien portat. L'ambaixada va aconseguir que Àtila acceptés els termes de la pau del 448, deixés d'atacar l'emperador Teodosi II i tornaria la franja de terra al sud del Danubi obtinguda amb la pau del 448. Sembla que la concessió de l'alliberar de molts presoners romans va ser una concessió feta personalment als seus prestigiosos convidats.
El 449, el monjo Èutiques va demanar a l'emperador Teodosi que convoqués el Concili de Calcedònia. Crisafi i Nomus van donar suport a la petició d'Èutiques i van tenir èxit. Consta que va participar en diverses sessions del Concili, l'any 451.
Es diu que va gastar molts diners per alimentar les seves ambicions. Durant el seu mandat com a magister officiorum, va rebre una sol·licitud de part de dos nebots del bisbe Ciril d'Alexandria; els va ajudar prestant-los diners, però va exigir uns tipus d'interès molt alts. Va ser el destinatari d'algunes cartes de Teodoret, ja que era molt influent amb l'emperador.